# گوسواینشتاین
گوسواینشتاین (به آلمانی: Gößweinstein) یک شهر در آلمان است که در فورشایم واقع شده‌است. گوسواینشتاین ۴٬۱۵۶ نفر جمعیت دارد.